# Nårunga
Nårunga är kyrkby i Nårunga socken i Vårgårda kommun i Västra Götalands län.
Här ligger Nårunga kyrka.
I Nårunga ligger även Nårunga skola (Förskola/dagis-klass 6).
Nårunga nämns i Jan Guillous bok Arvet efter Arn som plats för slaget vid Herrevadsbro (numera Häradsvad).